# Adelberg (Gemeinde Haag)
Adelberg ist eine Ortslage in der Stadtgemeinde Haag im Bezirk Amstetten in Niederösterreich.

## Geografie
Die Ortslage liegt unmittelbar nordwestlich von Haag und ist über eine Nebenstraße erreichbar. Adelberg ist ein Ortsteil der Katastralgemeinde Edelhof.

## Geschichte
Im Jahr 1822 war der Ort als eine Rotte mit 3 Häusern verzeichnet, die nach Haag eingepfarrt war; auch die Kinder wurden in Haag eingeschult. Die Ortsobrigkeit besaß die Herrschaft Salaberg, die auch die Konskription durchführte und der die Landgerichtsbarkeit oblag. Über die Untertanen und Grundholden im Ort verfügten die Herrschaft Rohrbach und die Pfarre Haag. Im gleichen Jahr zeigt der Franziszeische Kataster in Adelberg zwei landwirtschaftliche Anwesen und ein kleines Haus.